# Eutimio (nome)
Eutimio  è un nome proprio di persona italiano maschile.

## Varianti
- Femminili: Eutimia[1][3]

### Varianti in altre lingue
- Catalano: Eutimi, Eutimes[4]
- Francese: Euthyme
- Galiziano: Eutimio[4]
- Greco antico: Εὐθύμιος (Euthymios)[2]
  - Femminili: Εὐθυμία (Euthymia)[5]
- Greco moderno: Ευθύμιος (Euthymios)[2], Ευθύμης (Euthymīs)
  - Femminili: Ευθυμία (Euthymia)[5]
- Latino: Euthymius[2]
- Polacco: Eutymiusz
- Portoghese: Eutímio[2]
- Russo: Евфимий (Evfimij), Ефим (Efim)[2]
  - Ipocoristici: Фима (Fima)[2]
- Spagnolo: Eutimio, Eutimes[2][4]

## Origine e diffusione
Deriva dal nome greco antico Εὐθύμιος (Euthymios), latinizzato in Euthymius; è tratto dall'identico aggettivo εὔθυμος, che è composto da εὐ (eu, "bene") e θυμός (thymos, "anima", "spirito") e vuol dire "di animo buono", "generoso"; è quindi affine per significato a Tímea, che deriva peraltro dalla stesso vocabolo.
In Italia, dove riflette il culto di vari santi così chiamati, è assai raro, attestato principalmente nel Perugino; negli anni 1970 se ne contavano appena trecento occorrenze circa, più una ventina della forma femminile.

## Onomastico

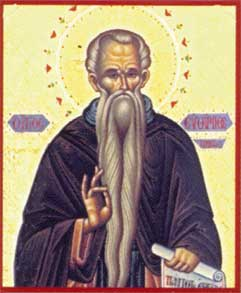
Eutimio il Grande

Il nome venne portato da diversi tra i primi santi: tra le figure per la cui memoria si può celebrare l'onomastico si possono ricordare:
- 20 gennaio, sant'Eutimio il Grande, anacoreta[4][6][7]
- 20 gennaio (Chiese orientali), sant'Eutimio, patriarca di Tărnovo
- 11 marzo (26 dicembre nel menologio greco), sant'Eutimio, vescovo di Sardi e martire sotto Teofilo[6][7]
- 5 maggio, sant'Eutimio, diacono, martire ad Alessandria d'Egitto[6][7]
- 13 maggio, sant'Eutimio l'Atonita, abate sul Monte Athos, traduttore di testi sacri[7]
- 29 maggio (Chiese orientali), sant'Eutimio, vescovo ortodosso di Zela, martire durante il genocidio dei greci del Ponto[6]
- 30 maggio, sant'Eutimio, martire ad Aquileia[7]
- 29 agosto, sant'Eutimio, confessore, venerato a Perugia[6][7]
- 15 ottobre, sant'Eutimio il Giovane, eremita sul Monte Olimpo e poi sul Monte Athos[7]
- 24 dicembre, sant'Eutimio, uno dei ventimila martiri di Nicomedia[7]

Per la forma femminile si ricorda il 9 settembre una beata, Maria Eutimia Üffing, suora clementina tedesca

## Persone
- Eutimio di Costantinopoli, vescovo e teologo bizantino
- Eutimio II di Costantinopoli, arcivescovo ortodosso bizantino
- Eutimio I di Gerusalemme, arcivescovo ortodosso bizantino
- Eutimio II di Gerusalemme, arcivescovo ortodosso bizantino
- Eutimio di Sardi, vescovo e teologo bizantino
- Eutimio di Tărnovo, patriarca bulgaro
- Eutimio il Grande, anacoreta bizantino
- Eutimio l'Atonita, monaco georgiano
- Eutimio Malace, vescovo e scrittore bizantino
- Eutimio Tornicio, religioso, scrittore e retore bizantino
- Eutimio Zigabeno, scrittore bizantino

### Varianti maschili
- Euthymīs Filippou, sceneggiatore greco
- Euthymios Koulourīs, calciatore greco

### Variante femminile Eutimia
- Maria Eutimia Üffing, religiosa tedesca